# صوفيا ترينشوفيسكا
(9 أكتوبر 1975) ستروميتسا وهي كاتبة ومحررة ومنتجة وعالمة لغة وناشطة ثقافية من مقدونيا الشمالية، تعيش في بريطانيا العظمى.
تخصصاتها هي الحفاظ على الأدب ورقمنته وترويجه، كما أنها رئيسة تحرير مشروع راستكو في مقدونيا والمكتبة الرقمية للثقافة والتراث المقدوني منذ عام 2007.

## السيرة المهنية
تخرجت من كلية فقه اللغة "Blaže Koneski" - قسم الأدب المقدوني والسلافي الجنوبي (مع تخصصات الأدب العام والمقارن) في جامعة سيريل وميثوديوس في سكوبييا، ناقشت رسالة الماجستير "الأساطير في المسرحيات المبكرة لجوردان بليفنيس" في 2015 في نفس الكلية، أكملت دراسات الدكتوراه في مجال الأدب والدراما وناقشت أطروحة الدكتوراه بعنوان "تأثير هنريك إبسن على نيكولا فابتساروف: الارتباطات الدرامية ووجهات النظر المقارنة".
عملت لبعض الوقت كصحفية في صحيفة Večer اليومية (قسم الثقافة)؛ حيث كتبت الكثير من المقالات حول التعليم والأدب والسينما والمسرح والفنون المسرحية، كما أجرت مقابلات مع فنانين وعاملين في مجال الثقافة.
شاركت في العديد من مشاريع النشر وكانت رئيسة تحرير مشروع راستكو في مقدونيا (المكتبة الرقمية للثقافة والتراث المقدوني) منذ إنشائها في عام 2007، شاركت في الندوات والمؤتمرات العلمية الدولية و قامت بالبحث وكتابة النصوص والمراجعات والدراسات والمقالات في الدوريات والكتب.
تُرجم من الإنجليزية والصربية والكرواتية والبلغارية إلى المقدونية.

## اعمالها

### الكتب
- (الأساطير) Edna mitopoetika، الأدب المقدوني، سكوبي، ٢٠١٥، ١٦٤ص. النظام القياسي الدولي لترقيم الكتب 978-608-4614-94-4
- (العمل والتوقيع) Delo i znak، الأدب المقدوني، سكوبي، ٢٠١٨، ١٦٠ص. النظام القياسي الدولي لترقيم الكتب 978-608-252-078-0
- ( ٧٠ عامًا من العطاء في التعليم) 70 godini posvetenost vo obrazovanieto، دراسة، محرر، "صوفيا"، بوغدانسي، ٢٠١٦، ٧٢ص. النظام القياسي الدولي لترقيم الكتب 978-608-4756-15-6
- (القيم السردية والجمالية لفيلم "الخمسة الذهبية") Narativnite i estetskite vrednosti vo filmot ‘Zlatna petorka، اوراق من الندوة، محرر، TFA، ٢٠١٨، ١٥١ص. النظام القياسي الدولي لترقيم الكتب 978-608-4546-37-5
- (١٥ من أبناء الوطن) 15 Rodnokrajci، مختارات القرص المضغوط، محرر، TFA، ٢٠٠٩. النظام القياسي الدولي لترقيم الكتب 978-608-4546-00-9

### اوراق (مختارة)
- Kičot kako art (الفن الزائف)، loza, رقم. ٥، ١٩٩٧، ٩-١٠ص.
- Komičnata maska na Ben Akiba (قناع بن عقيبة الهزلي)، Teatarski glasnik، رقم. ٤٧، ١٩٩٩، ٥٥-٥٦ص.
- Za filmskiot medium ( حول وسائط الفيلم)، Akt، رقم. ٢٤، ٢٩.١٠.٢٠٠٧، ٥٠-٥١ص.
- Demonološkite bitija vo makedonskite volšebni prikazn (الكائنات الشيطانية في الحكايات السحرية المقدونية)، Akt، رقم. ٣٣-٣٤، ٣١.٧.٢٠٠٩، ٥٢ص.
- Dzvezdeni migovi na sveto mesto (لحظات نجمية في مكان مقدس)، premin، رقم. ٥٩٦٠، ٢٠٠٩، ٥٨-٥٩ص.
- Postmoderen raspad na eden imaginaren system (تفكك ما بعد الحداثة للنظام الخيالي) ، Akt، رقم. ٤٦، ١٧.٨.٢٠١٢، ٤٢-٤٩ص.
- Erigon’ kako prva postmodernistička drama vo Makedonija ("إيريجون" كأول دراما ما بعد الحداثة في مقدونيا)، Sovremenost، رقم. ٢، ٢٠١٥، ١٠٤-١٠٧ص.
- Slav Dragota na Černodrinski i pričinite za porazot na Belasica ("سلاف دراغوتا" لتشرنودرينسكي وأسباب هزيمة بيلاسيكا)، في بلد صموئيل في التقليد التاريخي والعسكري والسياسي والروحي والثقافي لمقدونيا، أوراق من ندوة، معهد NI ومتحف ستروميكا، ٢٠١٥، ٢٩٨-٣٠٤ص.
- Fokalizacijata vo ‘Tabakerata’ na Abadžiev (التركيز في "قضية التبغ" لأبادزييف)، Mediantrop، رقم.١٠-١١، مايو - يونيو ٢٠١٥. https://www.mediantrop.rankomunitic.org/2015-05-30-18-01-33
- Verata i umetnosta: narativnite i estetskite vrednosti vo filmot ‘Zlatna petorka (الإيمان والفن: القيم السردية والجمالية لفيلم "الخمسة الذهبية")، premin، رقم. ١٢٧-١٢٨، ٢٠١٨، ٧٤-٧٥ص.
- Kreativnite refleksii vo dramskite poetiki na Ibzen i Vapcarov (تأملات إبداعية في شعرية إبزن وفابكاروف الدرامية)، Makedonika، رقم. ١٩-٢٠، ٢٠١٨، ٦٤-٧٢ص.
- Karnevalističkoto nasproti humanističkoto doživuvanje na svetot (كرنفال بدلا من الإحساس الإنساني بالعالم)، وقائع مؤتمر، FILKO، المؤتمر العلمي الدولي الثالث، جامعة غوتسي ديلشيف في شتيب، ٢٦-٢٧ ابريل، ٦٧٣-٦٨٠ص. http://js.ugd.edu.mk/index.php/fe/article/view/2720

### الترجمات (مختارة)
- دوشان كوفاتشيفيتش، "لاري طومسون"، مسرحية عُرضت على المسرح الوطني - شتيب، موسم 2001/2002.
- رادومير كونستانتينوفيتش، ("Beket prijatelj")،  "بيكيت الصديق"، Akt، رقم. ٣٠، ٢٦.١٢.٢٠٠٨، ٥٣-٥٧ص.
- بورو دراسكوفيتش، ملاحظات المخرج، مع ج. ترينشوفسكي، ن. ساراجليا، أ. جوجوف، TFA. ة strumica، ٢٠١٢.
- زوران ستيفانوفيتش، السلافية أورفيوس، مع ج. ترينشوفسكي، TFA. ة strumica، ٢٠١٤.

### الانتاج والتنظيم (مختارة)
- ٢٠٠٥ – حتى الآن – مشاركة في تنظيم مهرجان AsterFest السينمائي الدولي والفعاليات التي ينظمها تحالف أفلام Tiberiopolian.
- ٢٠٠٧ – منتجة مسلسل Martin from the Stairs التلفزيوني المباشر للأطفال (ست حلقات).
- ٢٠١٣– منسقة الأطفال لفيلم الحركة الحية القصير Play & Save.
- ٢٠١٥ – منسقة الأطفال لفيلم الحركة الحية الطويل الذهبي والمسلسل التلفزيوني المباشر الحب والخيانة (خمس حلقات).
- ٢٠١٨ – منسقة مشروع الباحث الدولي "القيم السردية والجمالية في فيلم "الخمسة الذهبية'".

## روابط خارجية
صوفيا ترينشوفيسكا في IMDb
مشروع راستكو - مقدونيا ، المكتبة الرقمية للثقافة والتراث المقدوني (المقدونية؛ وأيضًا بعض الأعمال: الإنجليزية والصربية والألبانية وغيرها)
1. ↑  Sofija Trenchovska, Bio–bibliography (Macedonian)
2. ↑  "المكتبة الرقمية: besplatni knigi na gatelot 'Rastko'"، جريدة يومية، ١٠.٣.٢٠٠٨. (المقدونية).
3. ↑  "صحيفة أوترينسكي فيسنيك اليومية:“Makedonskata tradicija vo digitalnata biblioteka ‘Rastko، ١٧.٨٢٠٠٩، (المقدونية).
4. ↑  “Kon 5-godišniot jubilej na veb-portalot pri Proektot Rastko – Makedonija”، مراجعة PR-MK ١٠.١٢.٢٠١٢، (المقدونية). نسخة محفوظة 2023-10-01 على موقع واي باك مشين.
5. ↑  Promovirana ‘Edna mitopoetika’ na Sofija Trenčovska”، راديو أوروبا الحرة/ مراجعة راديو ليبرتي، ١٧.٩.٢٠١٥، (المقدونية). نسخة محفوظة 2023-10-01 على موقع واي باك مشين.